# Velhartice
Velhartice (deutsch Welhartitz, auch Wellartitz) ist eine Gemeinde in Tschechien. Sie liegt elf Kilometer nordwestlich von Sušice und gehört zum Okres Klatovy. Der Ortskern von Velhartice wurde zum städtischen Denkmalschutzgebiet erklärt.

## Geographie

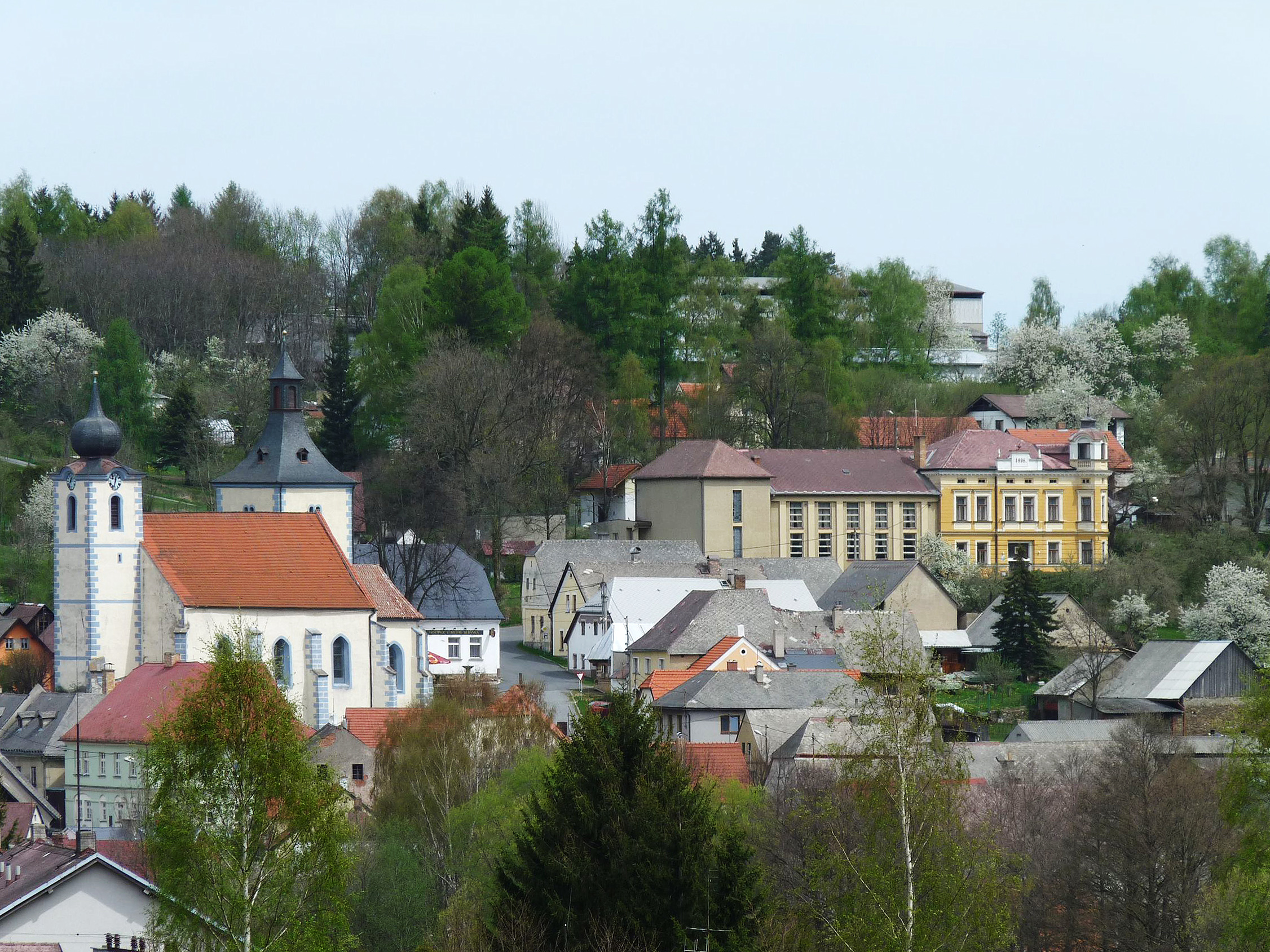
Ortskern von Velhartice mit Kirche Mariä Wiegenfest und Gemeindeamt

Velhartice befindet sich in der Strážovská vrchovina (Drosauer Bergland), einer Teileinheit der Šumavské podhůří (Böhmerwaldvorland). Der Kernort liegt am linken Ufer der Ostružná. Im Norden erhebt sich die Stříbrná (613 m), nordöstlich der Pahorek (613 m) und die Rovina (723 m), im Osten die Kalvárie (Bergstadtlberg, 726 m) und der Vrch (709 m), südöstlich die Křížovka (765 m), im Süden der Borek (859 m) sowie nordwestlich der Háj (777 m). Oberhalb des Teiches Bušek befindet sich am Westhang des Borek das Skigebiet Veselice mit einem Lift. Zwei Kilometer westlich von Velhartice verläuft die Staatsstraße II/171 zwischen Sušice und Běšiny.
Nachbarorte sind Malonice, Střítež, Sluhov und Jindřichovice im Norden, Tajanov, Ujčín, Konín und Mokrosuky im Nordosten, Na Šlajfu, Drouhavec, Hory Matky Boží, Pozorka und Žďár im Osten, Horní Staňkov, Cihelna, Maršovice und Přestanice im Südosten, Hlavňovice, Milínov, Radostice und Častonice im Süden, Zahálka, Stojanovice, Kouklovna und Chotěšov im Südwesten, Nemilkov im Westen sowie Tvrdoslav, Chrástov, V Jamách, Úloh und Javoří im Nordwesten.

## Geschichte
Velhartice entstand an einem alten Handelssteig von Böhmen nach Bayern. Zwischen 1290 und 1310 ließ Bohumil von Budětice die Burg Velhartice erbauen. Die erste schriftliche Erwähnung als Vilhartice erfolgte im Jahre 1318 als Besitz des Bušek von Welhartitz. Der tschechische Onomastiker Profous nimmt an, dass die ursprüngliche Ortsbezeichnung Wilhartsdorf war und der Ortsname auf einen Lokator mit dem deutschen Namen Wilhart zurückzuführen ist. Der Kammerherr des Markgrafen Karl begleitete diesen 1331 nach Italien, 1337 verstarb er in Meran. Nachfolgender Besitzer war dessen gleichnamiger Sohn, der ab 1352 als Kammermeister ebenfalls in die Dienste Karls IV. trat. Um 1371 erbte sein Sohn Johann die Herrschaft. In der Gründungsurkunde der Kirche der hl. Maria Magdalena wurde Velhartice im Jahre 1373 erstmals als Städtchen bezeichnet. Johann von Welhartitz hatte keine männlichen Nachkommen; seine älteste Tochter Katharina war mit Johann d. Ä. von Neuhaus verheiratet, ihre jüngere Schwester Anna mit dessen Neffen Meinhard von Neuhaus.
Nach dem Tod von Johann von Welhartitz fiel die Herrschaft 1390 hälftig seinen beiden Schwiegersöhnen zu. Nachdem Meinhard von Neuhaus 1391 verstorben war, heiratete seine Witwe Anna den Wenzel von Wartenberg. Im Jahre 1395 verkaufte Anna von Wartenberg, die zuvor schon durch Ulrich von Rosenberg zum Verzicht aufgefordert worden war, ihre Hälfte der Herrschaft an Johann d. Ä. von Neuhaus. Dessen Sohn Meinhard von Neuhaus, der Velhartice 1417 geerbt hatte, erteilte dem Städtchen im Jahre 1444 Privilegien, darunter das Heimfallrecht. Er ließ die Burg weiter ausbauen und dort zeitweilig die böhmischen Reichskleinodien aufbewahren. 1449 übernahm Meinhards Sohn Ulrich von Neuhaus die Herrschaft, er starb jedoch bereits vier Jahre später. Der Vormund der minderjährigen Erben, Zdenko von Sternberg, verkaufte Velhartice daraufhin an Diepold von Riesenberg. 1506 erwarb Zdeniek Lev von Rosental die Herrschaft von Diepolds Nachkommen, er ließ den Bergbau auf Silber aufnehmen und die königliche Bergstadt Muttergottesberg gründen. Für das Städtchen Velhartice erwirkte er das königliche Privileg zur Abhaltung von zwei Jahrmärkten. Im Jahre 1511 brannte ein Teil des Städtchens ab. Zdenieks Sohn Adam Lev von Rosental konnte die Herrschaft wegen Überschuldung nicht halten und verkaufte sie 1540 an Adam von Sternberg. Auf Grund von Misswirtschaft wurde die Herrschaft 1560 geteilt. Bei der nächsten Teilung erwarb 1589 Heinrich Plansky von Seeberg die Burg Velhartice mit einem Teil der Herrschaft. Sein Enkel Johann Viktorin Plansky von Seeberg verkaufte Velhartice 1597 an Wolf Gotthard Pergler von Perglas. Wegen Beteiligung am Ständeaufstand von 1618 wurden die Güter seines Sohnes Wenzel Ottokar Pergler von Perglas nach der Schlacht am Weißen Berg konfisziert und 1622 dem kaiserlichen Feldmarschall Baltasar von Marradas als Pfand überlassen. 1628 verkaufte die Böhmische Kammer die Herrschaft an den kaiserlichen Obristen Martin de Hoeff Huerta. Dieser ließ innerhalb der alten Burganlage als seinen Sitz einen Renaissancepalast und in der Vorburg eine Brauerei errichten. De Hoeff Huerta ließ seine Untertanen rekatholisieren, die Velharticer Bürger konnten sich von der Robot freikaufen. 1637 erbte de Hoeffs Adoptivtochter Anna Maria von Moldau die Herrschaft. Im Jahre 1653 kaufte das Karmelitenkloster auf der Prager Kleinseite die Herrschaft Velhartice, veräußerte diese jedoch noch im selben Jahre an Johann Franz Račín von Račín. Anschließend wechselten die Besitzer der Herrschaft in rascher Folge. Im Jahre 1743 erwarben die Grafen Desfours die Herrschaft, sie ließen östlich von Velhartice an der Ostružná eine Papiermühle anlegen. 1813 wurden die Herren Sturmfeder von Oppenweiler Besitzer der Herrschaft Velhartice. Karl Sturmfeder von Oppenweiler ließ 1848 die Burgruine sichern und als romantische Ruine herrichten. Bis zur Mitte des 19. Jahrhunderts war das untertänige Städtchen Velhartice der Amtssitz der Herrschaft Velhartice.
Nach der Aufhebung der Patrimonialherrschaften bildete Velhartice / Welhartitz ab 1850 eine Marktgemeinde im Gerichtsbezirk Schüttenhofen. Im Jahre 1865 entstand bei Velhartice eine zweite Papiermühle. Ab 1868 gehörte Velhartice zum Bezirk Schüttenhofen. Im Jahr darauf wurde ein Postamt eröffnet. Im Jahre 1880 hatte Velhartice etwa 1100 Einwohner. 1882 wurde durch einen jüdischen Unternehmer eine Lederwarenfabrik und Gerberei gegründet. Um 1930 ließ die Familie Henneberg-Spiegel den Huerta-Flügel der Burg durch den Architekten Karel Pečánek wieder herrichten. Während der deutschen Besetzung wurden alle 19 jüdischen Einwohner von Velhartice Opfer des Holocaust. Nach dem Zweiten Weltkrieg wurde die Familie Henneberg-Spiegel enteignet. 1947 wurde Stojanovice von Milínov nach Velhartice umgemeindet. Im Jahre 1957 wurde in Velhartice eine Kartoffelzuchtstation gegründet, die heute als VESA Velhartice weiter besteht. In der ehemaligen Lederwarenfabrik wurde zu dieser Zeit eine Kunststoffpresserei eingerichtet. Ende der 1950er Jahre war die Elektrifizierung des Ortes abgeschlossen. Im Zuge der Aufhebung des Okres Sušice kam Velhartice 1960 zum Okres Klatovy. Zugleich wurde der Ortsteil Stojanovice an die Gemeinde Chotěšov abgetreten. In den nachfolgenden Jahren entstanden das Kulturhaus und das Erholungsgebiet am Teich Bušek. Am 30. April 1976 wurden Chotěšov (mit Jarkovice, Radvanice und Stojanovice) und Nemilkov (mit Braníčkov und Tvrdoslav) eingemeindet. Am 1. Jänner 1980 erfolgte die Eingemeindung von Hory Matky Boží (mit Drouhavec und Konín).

## Gemeindegliederung
Die Gemeinde Velhartice besteht aus den Ortsteilen Braníčkov (Branitschau, auch Branitschkow), Chotěšov (Kotieschau, auch Kotieschow), Drouhavec (Drauhau, auch Drohau), Hory Matky Boží (Bergstadtl), Jarkovice (Jarkowitz), Konín (Konin), Nemilkov (Nemelkau), Radvanice (Radwanitz), Stojanovice (Stojanowitz, auch Steinowitz), Tvrdoslav (Droslau) und Velhartice (Welhartitz). Grundsiedlungseinheiten sind Braníčkov, Chotěšov, Drouhavec, Hory Matky Boží, Nemilkov, Radvanice, Stojanovice, Tvrdoslav und Velhartice. Zu Velhartice gehören außerdem die Weiler und Einschichten Chrástov (Chrastow), Hamr (Hammerschmiede), Kouklovna, Na Šlajfu, Pohodnice, U Livařů, V Jamách [bei Nemilkov], V jamách [bei Velhartice] und Zahálka (Zahalka) sowie die Wüstung Makov (Makow).
Das Gemeindegebiet gliedert sich in die Katastralbezirke Chotěšov u Velhartic, Drouhavec, Hory Matky Boží, Nemilkov, Radvanice u Chotěšova, Stojanovice und Velhartice.

## Sehenswürdigkeiten
- Ruine der Burg Velhartice, südöstlich von Velhartice auf einem Felssporn über der Ostružná
- Kirche Mariä Wiegenfest in Velhartice, erbaut am Übergang vom 12. zum 13. Jahrhundert
- Pfarrhaus
- Brunnen auf dem Marktplatz
- Friedhofskirche der hl. Maria Magdalena, südwestlich von Velhartice, erbaut 1373
- Jüdischer Friedhof im Wald bei Kouklovna, er wurde 1858 angelegt und besteht aus ca. 60 Grabsteinen. Die letzte Beisetzung erfolgte 1934.
- Nischenkapelle im Garten des Gemeindeamtes
- Statue des hl. Johannes von Nepomuk im südöstlichen Teil des Ortes
- Werichova chata in Na Šlajfu, 1938 kaufte der Schauspieler und Autor Jan Werich das neben der Papiermühle und der Sägemühle an der Ostružná befindliche und nach Plänen des Architekten František Zelenka errichtete Ferienhaus für 27.000 Kronen von der Familie Hanzík. Werich kam gerne in die erholsam gelegene Hütte. Bei seinem letzten Aufenthalt im Jahre 1980 wurde der an Krebs erkrankte Künstler bewusstlos in das Krankenhaus eingeliefert, kurz nach seiner Rückkehr nach Prag verstarb er.[7]
- Ehemalige Synagoge, der klassizistische Bau wurde 1845 errichtet und bis zur deutschen Besetzung von der jüdischen Gemeinde für religiöse Zwecke genutzt. 1950 erfolgte der Umbau zum Feuerwehrhaus mit darüberliegender Einliegerwohnung
- Haus Nr. 118, ehemalige jüdische Schule, neben der Synagoge
- Wassermühle V jamách, westlich von Velhartice
- Wellartitzer Linden (Velhartické lípy), die beiden seit 1985 als Baumdenkmale geschützten 200- bzw. 300-jährigen Sommerlinden stehen am nördlichen Ortsrand beim Pfarrhaus. Beide Bäume haben eine Höhe von 24 m, ihr Stammumfang beträgt 4 bzw. 2,60 m.

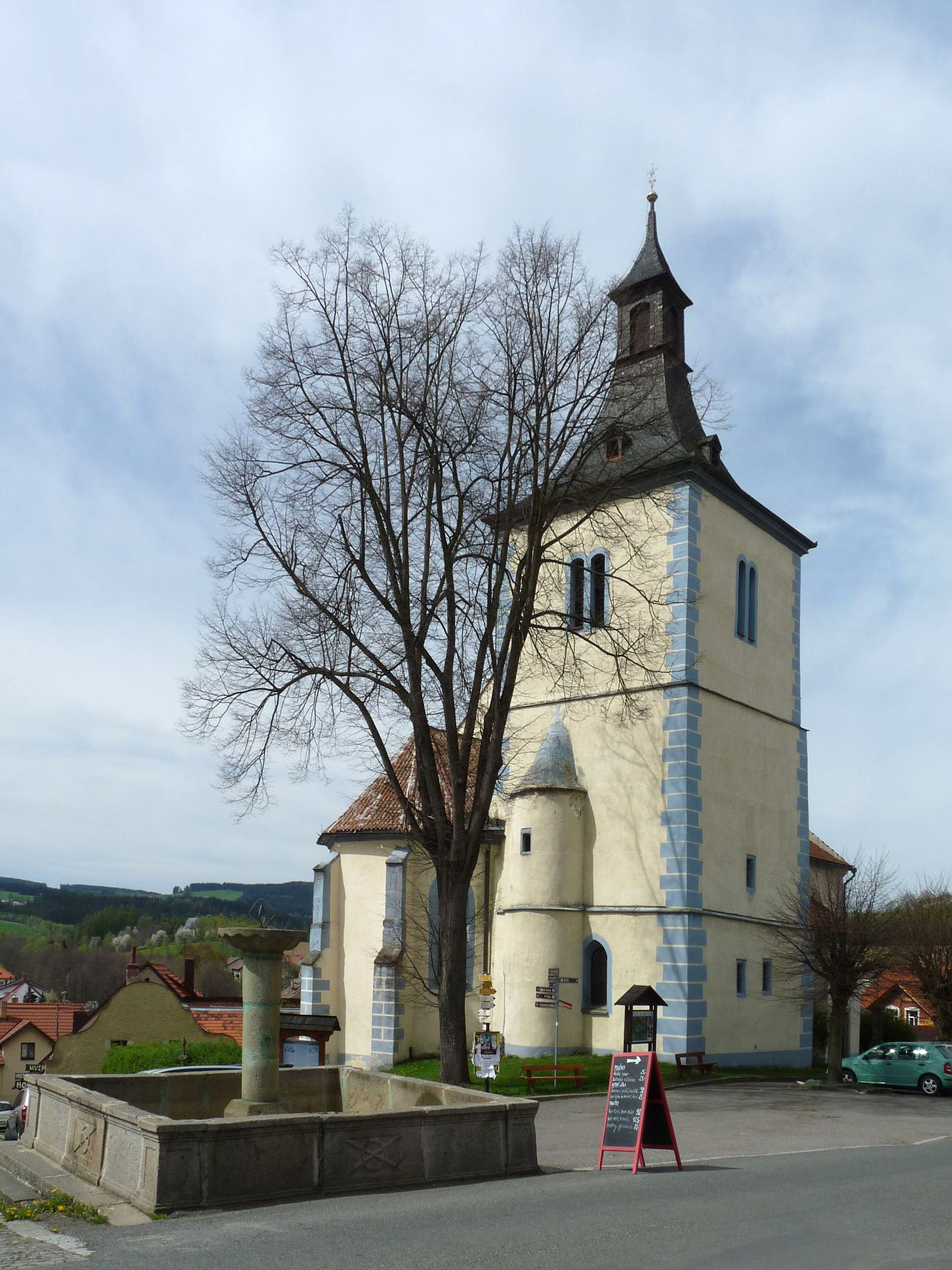
Kirche Mariä Wiegenfest
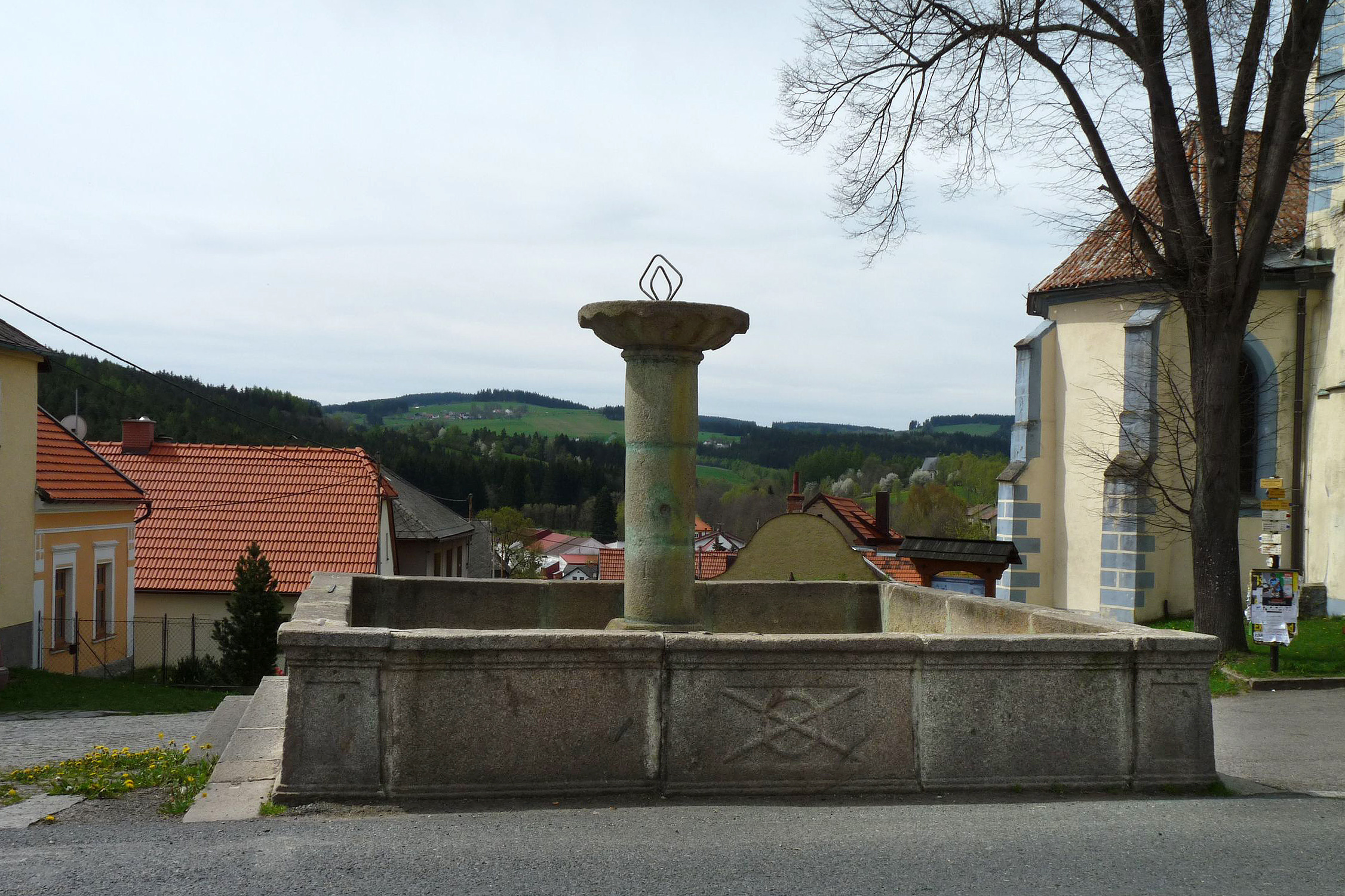
Brunnen auf dem Markt
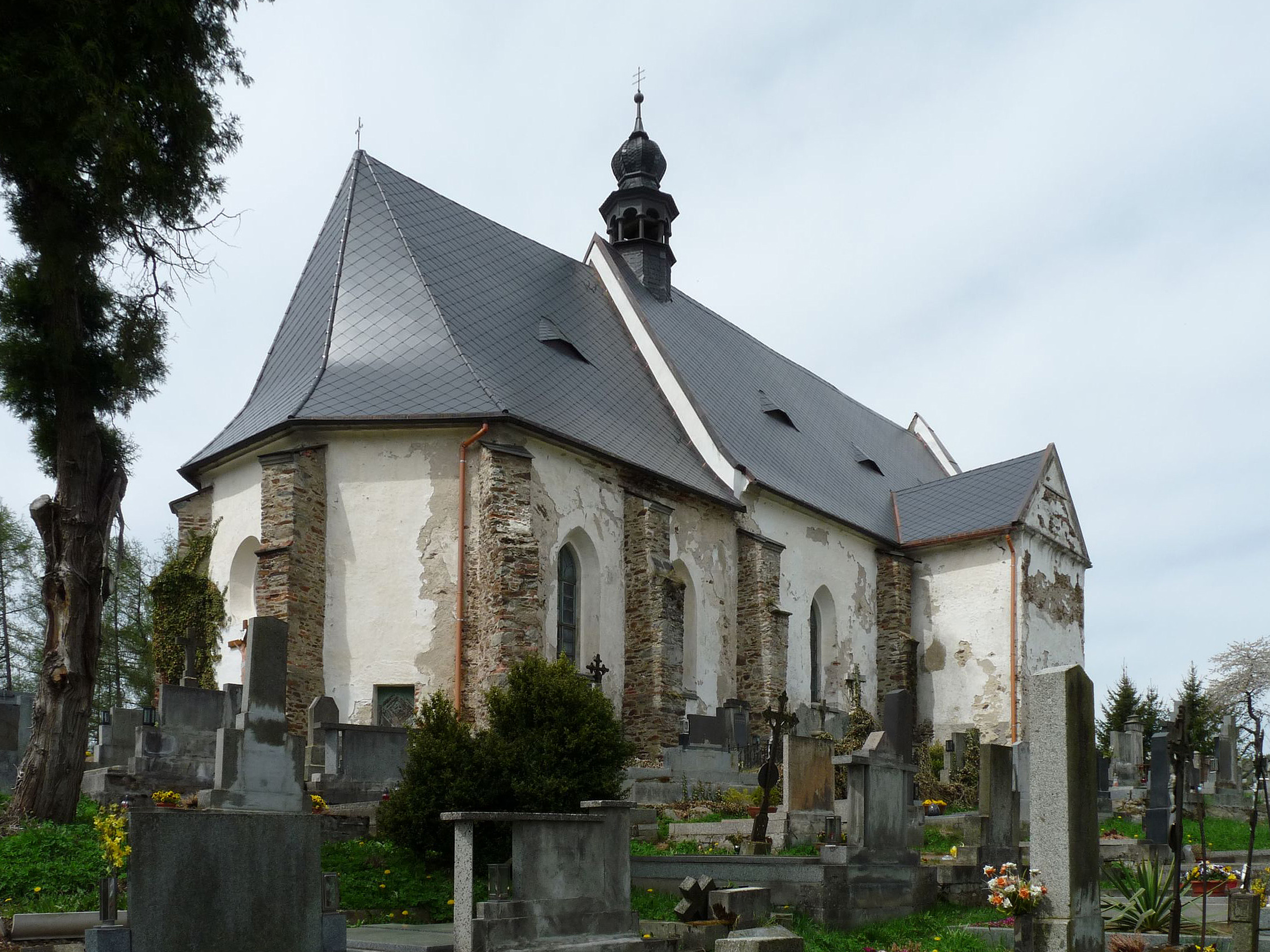
Friedhofskirche der hl. Maria Magdalena
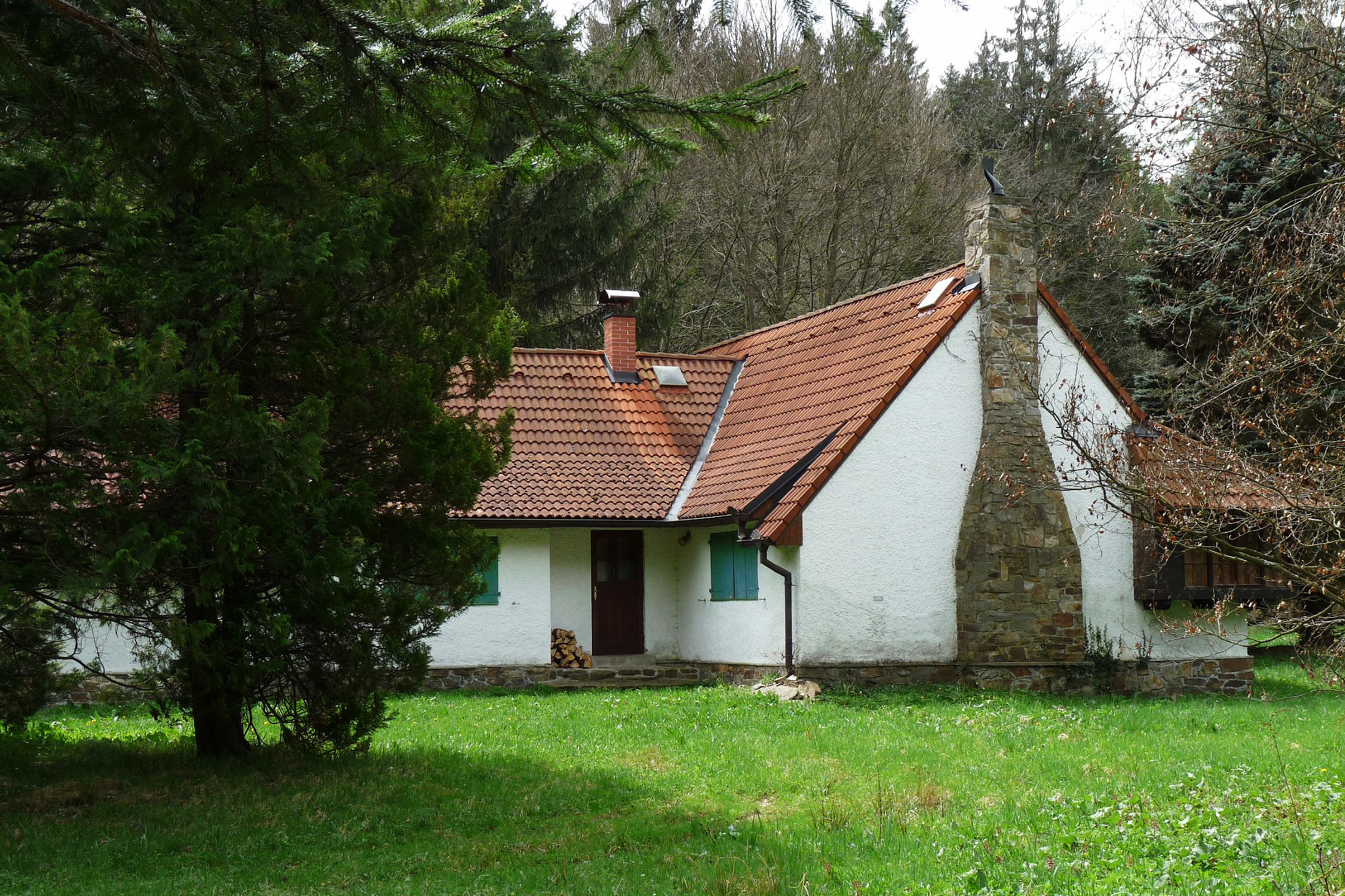
Werichova chata
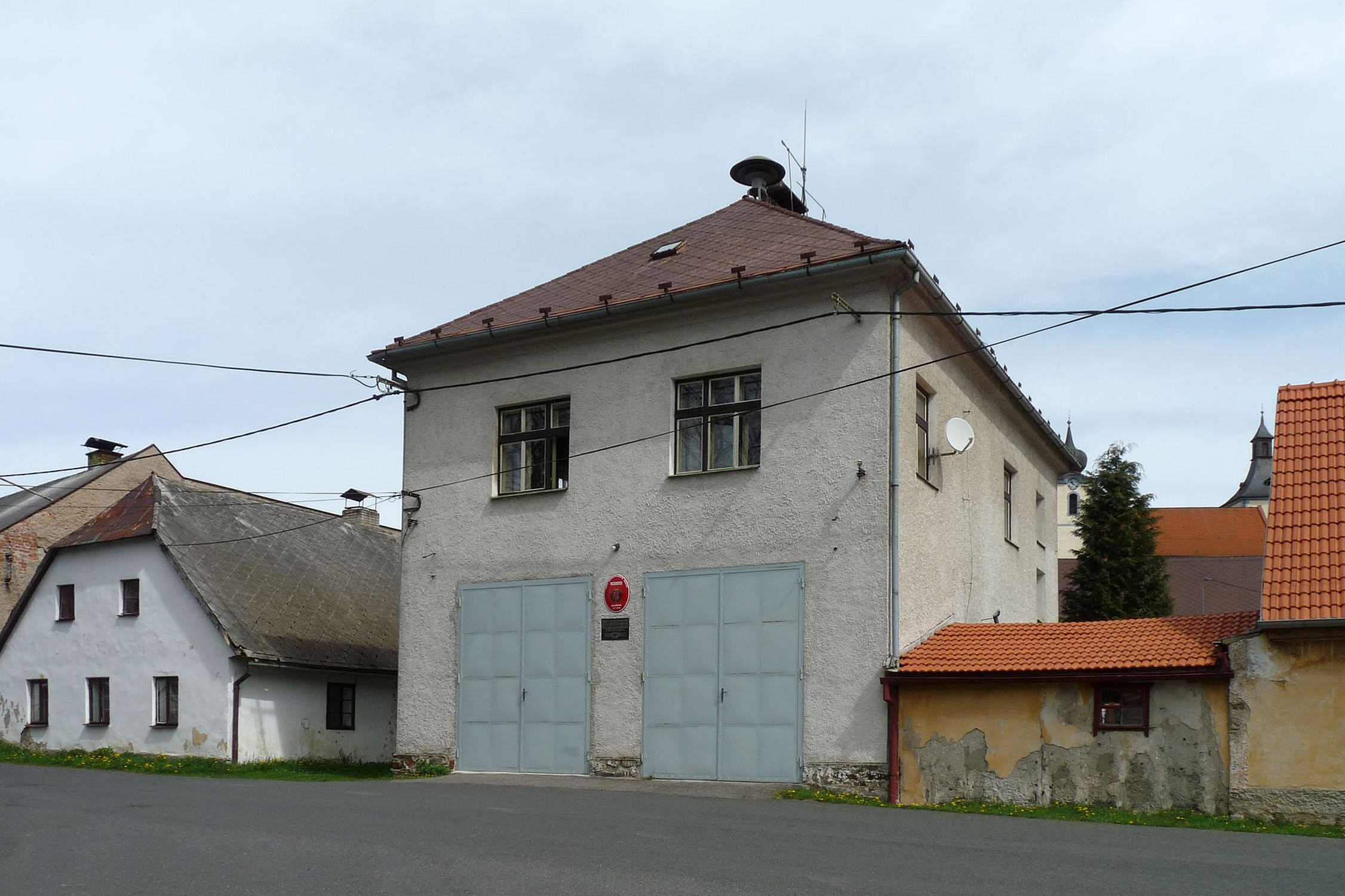
Ehemalige Synagoge
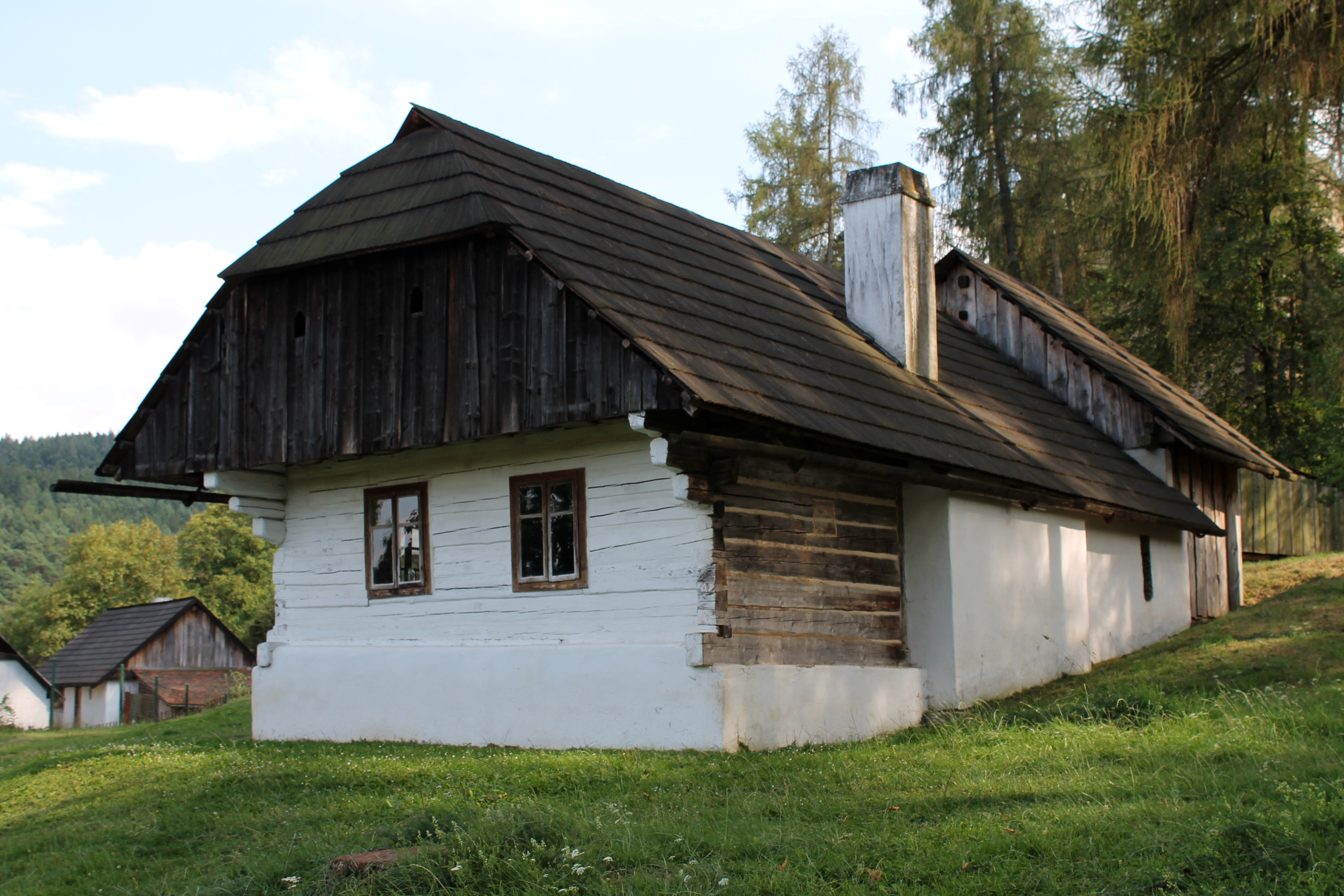
Haus in Volksbauweise
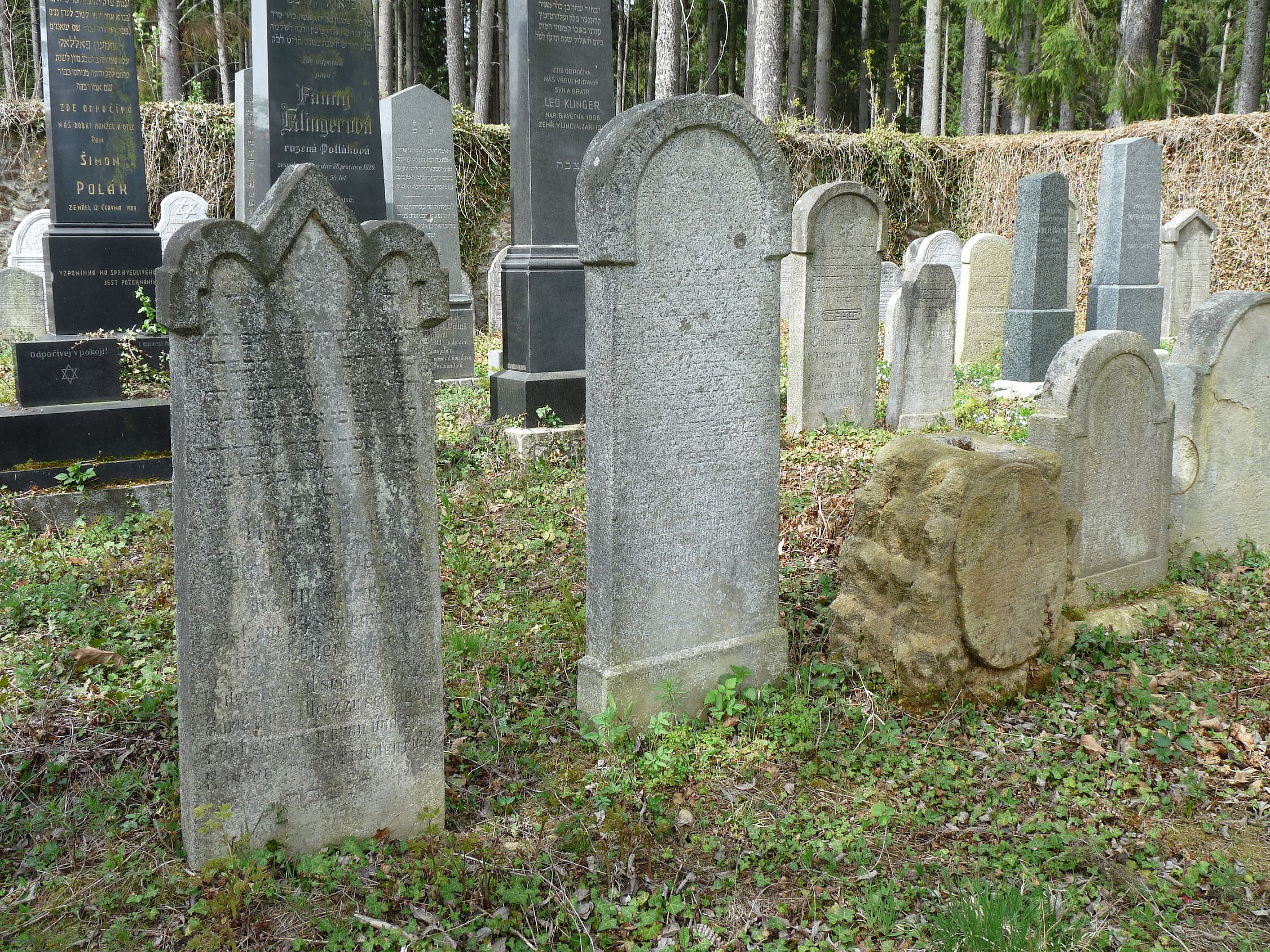
Jüdischer Friedhof